# Бурлаченко Євген Дмитрович
Євген Дмитрович Бурлаченко (7 лютого 1952, Шар'я, Костромська область, Російська РФСР, СРСР) — український політик російського походження, колишній міський голова Луганська (2002–2006).

## Життєпис
Народився 7 лютого 1952 в місті Шар'я Костромської області в родині службовців.
Навчався в школі № 17 у Луганську.
У 1974 закінчив Ворошиловградський машинобудівний інститут, транспортний факультет, отримав спеціальність інженер промислового транспорту.

## Кар'єра
Працював інженером-конструктором інституту «УкрНІІгіпроуголь». Служив в Радянській Армії. Після служби продовжував працювати (до лютого 1978) в інституті.
У 1978–1992 працював в КДБ СРСР.
У 1992–2002 працював в Службі безпеки України, дослужився до полковника СБУ.
2002 року обраний міським головою Луганська.
2006 року балотувався на пост міського голови, але вибори програв.
У першій половині березня 2006 звільнився з СБУ.

## Родина
Дружина Наталя Павлівна Бурлаченко, син Ярослав Бурлаченко (1976).

## Нагороди
Нагорода Асамблеї ділових кіл за програмою «Лідери XXI століття».